# 直隶巡警道
直隶巡警道是清朝宣统二年（1910年）在直隶省设置的机构，掌管全省警务的机构。该司行政长官并称为巡警道，为专职官员，官秩正四品，属直隶总督。巡警道下设警务公所，为全省警务的执行机构。公所分置总务科、行政科、司法科等，每科设科长1人，科员3-4人。

## 历任巡警道
- 舒鸿贻，宣统二年二月（1910年）设
- 田文烈，宣统三年（1911年）署任
- 叶崇志，宣统三年六月（1911年）署任，当年九月补任
- 言敦源，宣统三年十月（1911年）授
- 杨以德，宣统三年十一月（1911年）署任